# 朱充𤓂
樂昌溫靖王朱充𤓂（1520年—1579年），号凤冈，明朝追封樂昌榮簡王朱俊楅庶长子，母次妃成氏。樂昌康懿王朱聰涓之孙，明太祖七世孙。明朝第二代乐昌王。

## 生平
正德十五年（1520年），朱充𤓂出生于山西大同府，嘉靖二十二年（1543年），生父樂昌王长子朱俊楅逝世，嘉靖二十六年（1547年），其祖父乐昌康懿王朱聰涓亦病逝。嘉靖二十九年（1550年），明世宗派遣武安侯鄭崑等人為正使，翰林院修撰秦鳴雷等人為副使，持節冊封朱充𤓂為樂昌王，夫人馬氏為樂昌王妃。嘉靖三十三年（1554年）九月癸卯，明朝廷以大同府地狭人多为由，下令将朱充𤓂及乐昌王府其余宗室迁往邻近的朔州，以后再营建王府。其王府位在朔州城東門內道南隅。
因俸禄及粮食积存甚多却不能存蓄，朱充𤓂向朝廷乞求调拨兩淮残余的盐引救，但遭到戶部拒绝，只准许给他代州府库存积的一萬兩盐及银子。此外，在朔州期间，朱充𤓂还将浑源县的懸空寺划为乐昌王府的香火院，并委托王府仪宾翟万修缮了这座寺庙。
万历六年（1578年），应朱充𤓂之请，明神宗追封其生母成氏為樂昌榮簡王次妃。万历七年（1579年），朱充𤓂逝世，时年60岁，朝廷追赠谥号溫靖。三年后其嫡长子朱廷壖袭封乐昌王。

## 墓葬
朱充𤓂的陵寝位于今山西省朔州市朔城区小平易鄉雁北水泥石厂西北侧的北山山脚，为窑洞式砖石墓，1983年出土。其墓志铭被安放在朔州市崇福寺的文管所内：

[誌蓋]

册封乐昌王凤冈壙誌铭

[誌文]

凤冈殿下，幼冲时，请名于天子，赐名曰充𤓂，凤冈其号也。世系太祖高皇帝七世孙。祖谥康懿王，父谥榮簡王，母妃成氏，嫡生长子。聪明敏达，恭俭仁慈，本乎天性，书尚礼义礼贤下士，不以爵位自尊。奉命先封为长孙，于嘉靖三十年正月十八日册封乐昌王。食邑乐昌。嘉靖乙卯岁，分封朔郡；贤善之名着于中外，于是名公巨卿，守斯土，莅斯邦者...不尊仪范而聆清诲，当是时抚巡斯地王之贤善，知之审矣。又且五福骈臻，子子孙孙，绳绳继继；王妃马氏，生子五，长曰廷壖，天资纯笃，赋性贤良，待封王爵，娶夫人刘氏；四子各授封为镇国将军，次曰廷𡒨，娶刘氏；三曰廷𡎔，娶熊氏；四曰廷⿰土属，娶高氏；五曰廷𡓊，娶刘氏，各授封为夫人。生女四，长封新罗县主，配仪宾李儒士，次封恢冈县主，配仪宾李尚文，三封支江县主，配仪宾薛锏；四封榆林县主，配仪宾赵杲；俱受封为亚中大夫。诸孙踵螽斯之盛，尚幼，未赐名封。王生于正德十五年四月十四日，适疾龙驭宾天，享年六十。薨于万历己卯十二月初四日，讣闻皇上，辍朝，遣官御祭，命有司营葬如制。在京文武官皆祭焉。共祭一十五坛，俱行人司行人孔阳代行礼仪。万历玖年三月十九葬于洪涛山之原。赐谥曰：乐昌温靖王。钦命翰林纂修圹志。其志日：呜呼！王以宗室至亲，为国藩辅，茂膺封爵，贵富兼隆。兹以今终，夫复何憾，爰述其槩，纳诸幽圹，用垂不朽云。铭曰：
贞贞惟王，恭俭温良。盛德至美，誉名孔彰，事亲竭力，教子以方。绳绳后嗣，玉立兰芳，山颓木坏。云水苍茫，勒兹片石，万载幽光。
大明万历八年岁次庚辰季冬十二月吉日
孤子廷壖等泣血立石